# Enville (Staffordshire)
Pour les articles homonymes, voir Enville.
Enville est un village et une paroisse civile du Staffordshire, en Angleterre.